# Wsie obronne w Okręgu Generalnym Białoruś
Wsie obronne w Okręgu Generalnym „Białoruś” (biał. Абаронныя вёскі нa Беларусі) – umocnione punkty oporu na okupowanej Białorusi podczas II wojny światowej.
W miarę rozwoju ruchu partyzanckiego na okupowanej Białorusi Niemcy postanowili zabezpieczyć miejscową ludność na obszarach wiejskich, a szczególnie uprawianą przez nich ziemię i zwierzęta gospodarskie, przed atakami. Chciano w ten sposób również skłonić Białorusinów do współpracy z władzami okupacyjnymi. Jeszcze w 1942 r. pojawiła się koncepcja utworzenia tzw. „wsi obronnych”, dotycząca wschodniej części ziem białoruskich. W ramach tej idei chłopi mieli otrzymać nadziały ziemi na własność i zwolnienia z podatków. W zamian otrzymywali obowiązek formowania grup samoobrony z zadaniem obrony wsi przed partyzantami. Mieli też wyłapywać sowieckich dywersantów i wywiadowców, a następnie dostarczać ich władzom okupacyjnym. Niedużą ilość broni w postaci starych sowieckich karabinów ręcznych z niewielką ilością amunicji dostarczała strona niemiecka. Tereny wsi były ochraniane fortyfikacjami polowymi, jak okopy, blokhauzy, czy stanowiska ogniowe dla karabinów maszynowych. Wiosną 1943 r. Komisarz Generalny SS-Obergruppenführer Curt von Gottberg postanowił przekształcić część wsi w „punkty oporu”. Miały one utrzymywać stałą łączność z okupacyjnymi władzami wojskowymi. Niemcy zamierzali też utworzyć z nich centra białoruskiego życia narodowego, szczególnie kulturalno-religijnego. Było to popierane przez Ministra Rzeszy ds. Okupowanych Terytoriów Wschodnich Alfreda Rosenberga. Doszło jednak do konfliktu z Wyższym Dowódcą SS i Policji w Okręgu Generalnym „Białoruś” SS-Standartenführerem Erichem Erlingerem, który wskazywał na nieefektywność takiego pomysłu z wojskowego punktu widzenia. Dlatego pierwsze takie wsi zorganizowano dopiero na przełomie 1943/1944 r. w rejonie Borysowa. Odbywało się to zgodnie z instrukcją wydaną jako załącznik do jednego z rozkazów głównodowodzącego Grupą Armii „Środek”. Najpoważniejszymi problemami okazał się jednak duży niedostatek mężczyzn wywiezionych na roboty przymusowe do Niemiec lub zmobilizowanych przez niemieckie wojska okupacyjne do budowy umocnień i instalacji militarnych, a także brak wiary Białorusinów w dobre intencje Niemców. Częstym zwyczajem była ucieczka mieszkańców wsi do okolicznych lasów w przypadku zbliżania się do nich sił niemieckich. Ostatecznie w Okręgu Baranowickim stworzono 14 „wsi obronnych”, Okręgach Słonimskim, Nowogródzkim i Słuckim – po 10. Silny wzrost sił partyzanckich od pocz. 1944 r. doprowadził do nierealności dotychczasowej koncepcji „wsi obronnych”. Ich mieszkańców zwolniono z obowiązku mobilizacji do oddziałów Białoruskiej Obrony Krajowej, co jedynie osłabiło nowo formowaną formację wojskową. Pod koniec maja 1944 r. Radosław Ostrowski, przewodniczący Białoruskiej Centralnej Rady, zwrócił się do SS-Obergruppenführera C. von Gottberga o rezygnację z realizacji pomysłu „wsi obronnych”. W rezultacie Niemcy zaczęli je likwidować, najpierw w Okręgu Słuckim, a następnie w pozostałej części okupowanej Białorusi.